# اودا توشی‌سادا

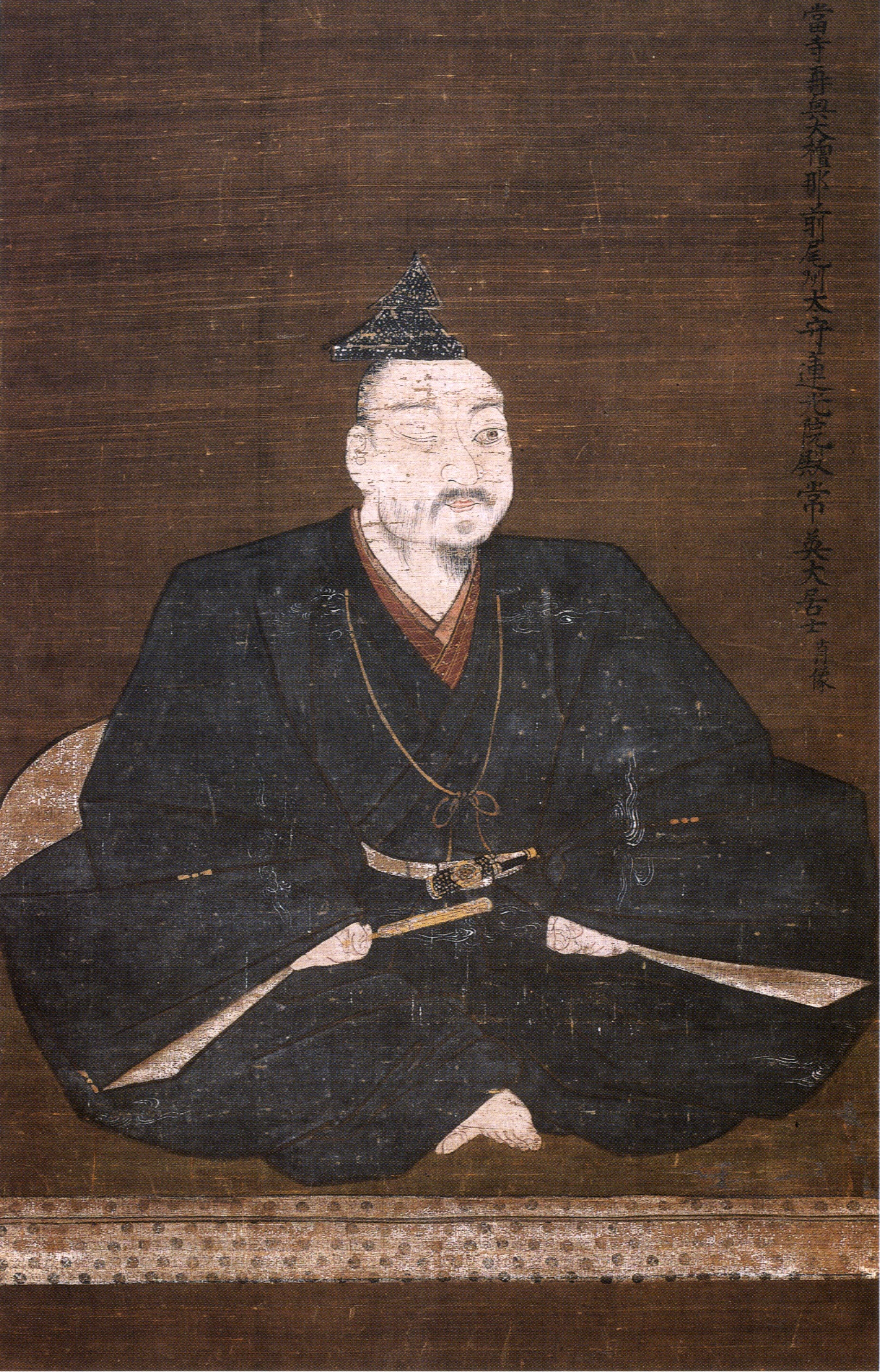
اودا توشی‌سادا نخستین معاون فرماندار در چهار بخش پایین ولایت اُواری، پس از تجزیه این ولایت

اودا توشی‌سادا (به ژاپنی: 織田敏定); (زمان تولد ۱۴۵۲- مرگ ۱۴۹۵) یک سامورایی در دوره موروماچی از اهالی ولایت اُواری در ژاپن بود. وی رهبر یک شاخه از خاندان اودا بنام «کیوسو اودا (یاماتو نو کامی)» بود که از زمان او به عنوان شوگودای (معاون فرماندار) بر چهار بخش پایینی ولایت اُواری تسلط پیدا کردند.
اودا توشی‌هیرو در سال ۱۴۶۷ و در طی شورش اونین به همراه یازدهمین فرماندار ولایت اُواری بنام شیبا یوشی‌کادو (در اصل از خاندان شیبوکاوا) به سپاه غربی ملحق شد. یوشی کادو در این درگیری در برابر سپاه شرقی و دهمین رهبر خاندان شیبا و فرماندار اُواری بنام شیبا یوشی‌توشی قرار گرفت. از طرف دیگر اودا توشی‌سادا در این نبرد به سپاه شرقی ملحق شد و از رهبر خاندان شیبا حمایت کرد.
در سال ۱۴۷۵ اودا توشی‌هیرو به همراه ارباب خود شیبا یوشی‌کادو از کیوتو به ولایت اُواری آمد و در آن زمان در محل اقامت فرماندار در قلعه اوریزو ساکن شد از همین زمان به عنوان شوگودای یا معاون فرماندار مشغول به کار شد. در سال ۱۴۷۶ قلعه اوریزو به علت درگیری‌های بین خاندان اودا سوخت و از بین رفت.
در سال ۱۴۷۸ به فرمان شوگون‌سالاری آشیکاگا اودا توشی‌هیرو از مقام معاونی فرماندار اخراج شد و اودا توشی‌سادا که تا بحال زیردست شوگودای بود، بجای او به این مقام منصوب شد. توشی‌هیرو به همراه ارباب خود یوشی‌کادو این فرمان را نپذیرفتند. در این زمان قلعه کیوسو که مقر فرمانداری جدید شده بود و نزدیک به پایین ولایت اُواری قرار داشت، مورد حمله قرار گرفت و اودا توشی‌سادا توانست قلعه را تصرف کند اما دو ماه بعد توشی‌هیرو دوباره توانست قلعه را بازپس بگیرد. سرانجام مداخله شوگون‌سالاری آشیکاگا توسط دو طرف درگیری نادیده گرفته شد و آنها ولایت اُواری را به دو قسمت بالایی و پایینی که هر کدام دارای چهار بخش بود، تقسیم کرده و توشی‌سادا به عنوان معاون فرماندار چهار بخش پایینی درآمد.
در سال ۱۴۷۹ توشی‌هیرو قلعه ایواکورا را در نزدیک ولایت مینو بنا کرد و محل اقامت خود قرار داد و قلعه کیوسو به عنوان محل اقامت شوگودای جدید چهار بخش پایینی ولایت اُواری، یعنی توشی‌سادا درآمد.